# Darko Lazović
Darko Lazović (Čačak, 1990. szeptember 15. –) szerb válogatott labdarúgó, a Hellas Verona játékosa.

## Mérkőzései a szerb válogatottban
| #  | Dátum               | Ellenfél      | Eredmény | Kiírás              | Esemény |
| -- | ------------------- | ------------- | -------- | ------------------- | ------- |
| 1. | 2008. december 14.  | Lengyelország | 0 – 1    | barátságos mérkőzés | 46'     |
| 2. | 2012. május 31.     | Franciaország | 0 – 2    | barátságos mérkőzés | 76'     |
| 3. | 2012. június 5.     | Svédország    | 1 – 2    | barátságos mérkőzés |         |
| 4. | 2012. szeptember 8. | Skócia        | 0 – 0    | vb-selejtező        | 58'     |
| 5. | 2014. május 31.     | Panama        | 1 – 1    | barátságos mérkőzés | 85'     |

## Sikerei, díjai
- FK Crvena zvezda
  - Szerb bajnok: 2013–2014
  - Szerb labdarúgókupa-győztes: 2009–10, 2011–12

## Fordítás
- Ez a szócikk részben vagy egészben  a   Darko Lazović című angol Wikipédia-szócikk fordításán alapul.  Az eredeti cikk szerkesztőit annak laptörténete sorolja fel. Ez a jelzés csupán a megfogalmazás eredetét és a szerzői jogokat jelzi, nem szolgál a cikkben szereplő információk forrásmegjelöléseként.